# 코크 인더스트리즈
코크 인더스트리즈(영어: Koch Industries, Inc.)는 미국의 석유, 에너지, 섬유, 금융 등 다국적 복합 기업이다. 60 국가에서 100,000명의 직원을 고용하고 있으며, 이 중 절반은 미국에 있다.